# Delray Beach International Tennis Championships 2008
Delray Beach International Tennis Championships 2008 — тенісний турнір, що проходив на кортах з твердим покриттям у місті Делрей-Біч, США з 11 лютого. Належав до категорії International Series, був турніром серії Delray Beach Open 2008 року.

## Фінальна частина

### Одиночний розряд
Нісікорі Кей —  Джеймс Блейк 3–6, 6–1, 6–4

### Парний розряд
Максим Мирний /  Джеймі Маррей —  Боб Браян /  Майк Браян 6–4, 3–6, [10–6]